# 白水湖街道
白水湖街道，是中华人民共和国江西省九江市浔阳区下辖的一个乡镇级行政单位。

## 行政区划
白水湖街道下辖以下地区：
长虹北路社区、沿江社区、余家垅社区、庐峰花园社区、锁江楼社区、花果园社区、大桥社区、东门口社区、九针集团社区、白水湖社区、万杉山社区、琵琶亭社区、三里街社区、柘电社区、牌楼洼社区、老鹳塘社区、三里村和白水湖村。